# 林孔

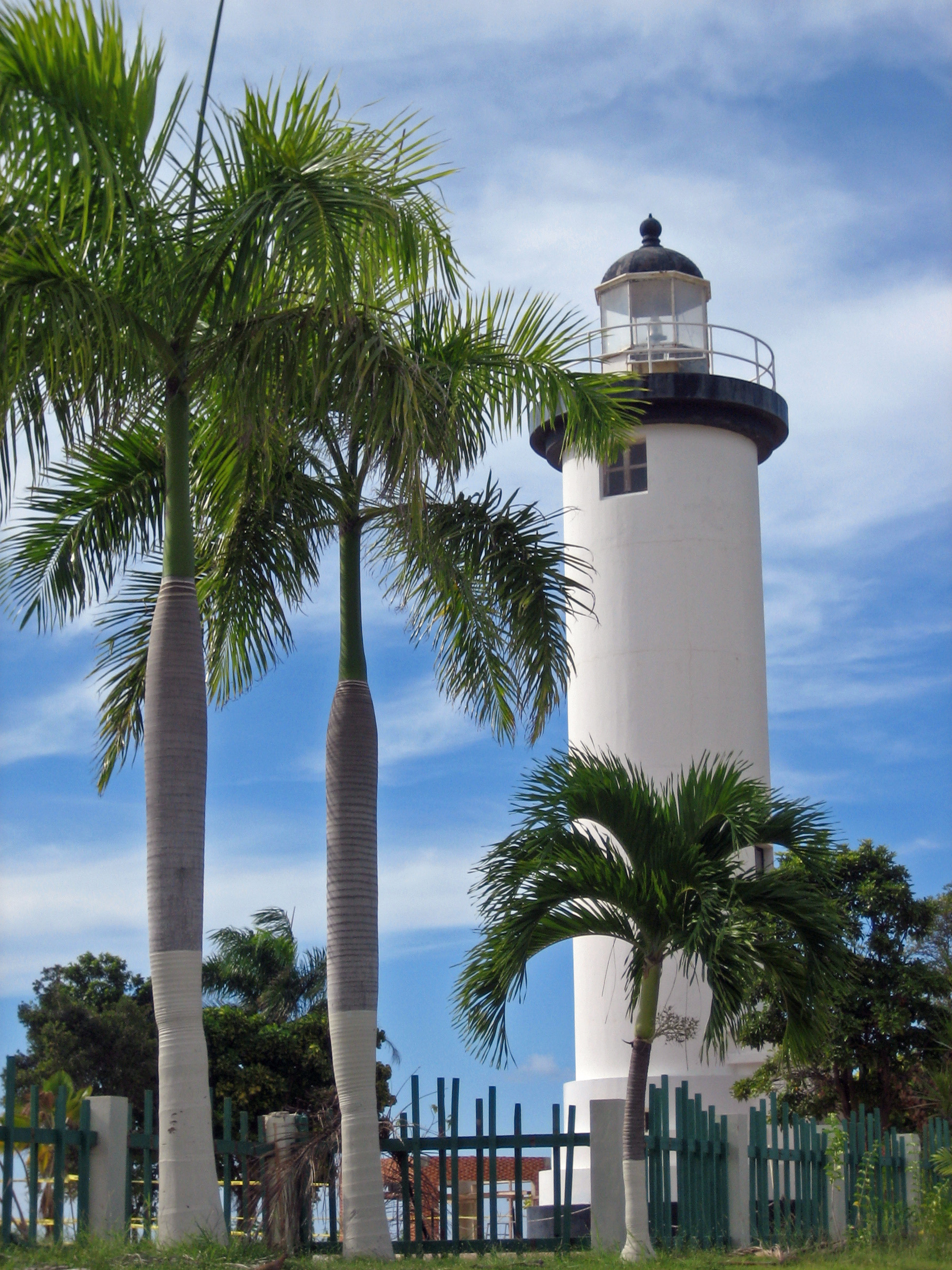

林孔（西班牙語：Rincón）是波多黎各的城鎮，位於該島西部，始建於1771年，面積76平方公里，主要農產品有水果和甘蔗，2010年人口15,200，人口密度每平方公里200人。

## 外部連結
- Sailing
- Rincón International Film Festival （页面存档备份，存于） 2011: April 12–16
- Feast of the Patron Saint, Santa Rosa de Lima - August